# Kampf : illustrierte Sportwochenschrift
Kampf : illustrierte Sportwochenschrift war eine deutsche Sportzeitschrift, die schwerpunktmäßig über Fußball berichtete.
Die Zeitschrift erschien seit 1918 in Dresden und stellte 1941 das Erscheinen ein.
Das Blatt war eine verbreitete Sportzeitschrift in den 1920er und 1930er Jahren.